# Стасис Ейдригевичус
Стасис Ейдригевичус, псевдонім Stasys (лит. Stasys Eidrigevičius; нар. 24 липня 1949 в Медінінскай, Литва) — польсько-литовський художник-графік, плакатист, живописець, сценограф, фотограф, письменник.

## Життєпис
Стасис Ейдригевичус вищу освіту здобув в Вільнюсі. З 1980 року живе та працює у Варшаві.
Лауреат багатьох міжнародних виставок графіки, плаката та екслібрису (Варшава, Брно, Нью-Йорк, Болонія, Токіо тощо).
Нагороджено найвищою медаллю Литви в галузі мистецтв (2001).

## Нагороди
- Медаль «За заслуги в культурі Gloria Artis» (2010)[4]
- Командор ордена «За заслуги перед Польщею», Польща (2019)[5]

## посилання
- Вебсторінка Стасіса [Архівовано 30 жовтня 2012 у Wayback Machine.]
- Інтерв'ю зі Стасісом [Архівовано 10 липня 2009 у Wayback Machine.] Артур Рудзицький «Українська Правда»
- Стасис Ейдригевичус. Тонущий Лев Венеции.[недоступне посилання з червня 2019] Публікація та переклад Артур Рудзицький

| Художник | Це незавершена стаття про художника. Ви можете допомогти проєкту, виправивши або дописавши її. |